# Невилл, Джон, 1-й маркиз Монтегю
Джон Невилл (ок. 1431 — 13 апреля 1471) — английский аристократ и военачальник, 1-й граф Нортумберленд (1464—1470), 1-й маркиз Монтегю (1470—1471). Активный участник Войны Алой и Белой Розы.

## Биография
Происходил из могущественной аристократической семьи Невилл. Третий сын Ричарда Невилла (ок. 1400—1460), 5-го графа Солсбери (1428—1460), и Элис Монтегю (1405—1462). Младший брат Ричарда Невилла (1428—1471), 16-го графа Уорвика (1449—1471) и 6-го графа Солсбери (1460—1471).
Родился в городе Солсбери, графство Уилтшир. В январе 1453 года Джон Невилл в Гринвиче был посвящён в рыцари королём Англии Генрихом VI. Джон Невилл участвовал на стороне отца в борьбе с могущественным родом Перси за контроль над северной приграничной Англией.
23 сентября 1459 года Джон вместе с отцом и братом Томасом участвовал в битве при Блор-Хиф (Стаффордшир). Ланкастерское войско под командованием Джеймса Туше, 5-го барона Одли, и Джона Саттона, 1-го барона Дадли, потерпело полное поражение. Тем не менее на следующий день Джон Невилл попал в плен вместе с братом и двумя Харингтонами (Томасом и Джеймсом). После победы сторонников Йоркской династии в битве при Нортгемптоне (10 июля 1460) пленники получили свободу.
В 1461 году король Эдуард IV пожаловал Джону Невиллу звание рыцаря ордена Подвязки. В феврале того же года участвовал во второй битве при Сент-Олбансе, где командовал центром йоркистской армии и снова попал в плен.
После освобождения из плена Джон Невилл стал хранителем восточной марки на шотландской границе и принял участие в подавлении сопротивления Ланкастеров на севере Англии. Одержал победы при Хегли-Мур (25 апреля 1464) и при Хексхеме (15 мая 1464). В качестве награды получил в мае 1464 года титул графа Нортумберленда. В 1469 году подавил восстание Робина из Холдернесса в Йоркшире
В марте 1470 года сэр Джон был вынужден вернуть графский титул и владения своему врагу Генри Перси, 4-му графу Нортумберленду. Взамен он получил титул маркиза Монтегю, но без дополнительных владений.
Невилл долго сохранял верность королю Эдуарду IV Йоркскому, но в 1470 году вместе со старшим братом Ричардом Невиллом, графом Уориком, присоединился к ланкастерской партии и возглавил восстание против короля. Джон способствовал изгнанию из Англии Эдуарда IV и восстановлению на троне Генриха VI, который вернул ему все должности на северной границе.
Весной 1471 года Эдуард IV с войском высадился в Йоркшире. Сэр Джон соединился с братом Ричардом и Ланкастерами в Ковентри. 14 апреля 1471 года в битве при Барнете он возглавил центр ланкастерской армии и погиб в схватке.

## Семья и дети
- Жена — Изабелла Ингольдесторп (1441—1476), дочь сэра Эдмунда Ингольдесторпа (1421—1456) и Джоанны Типторф (1425—1494). Их дети:
- Джордж Невилл (1461—1483), герцог Бедфорд (1470—1478)
- Анна Невилл, муж — сэр Уильям Стонор из Стонора
- Джон Невилл, умер в младенчестве
- Элизабет Невилл, 1-й муж — Томас Скруп, 6-й барон Скруп из Месема, 2-й муж — сэр Генри Вентворт
- Маргарет Невилл, 1-й муж — сэр Джон Мортимер (умер в 1504), сын сэра Хью Мортимера и Элеоноры Конуолл, 2-й муж — Чарльз Брэндон, 1-й герцог Саффолк (примерно 1484—1545), 3-й муж — Роберт Даунс
- Люси Невилл, 1-й муж — сэр Томас ФицУильям из Алдварка (Северный Йоркшир), 2-й муж — сэр Энтони Браун; сын в первом браке — Уильям Фицуильям, 1-й граф Саутгемптон;
- Изабелла Невилл, 1-й муж — сэр Уильям Хиддлстона из Миллома (Камберленд), 2-й муж — сэр Уильям Смити

25 апреля 1472 года вдова маркиза вышла замуж за сэра Уильяма Норриса из замка Yattendon.